# Richard Avedon
Richard Avedon (15. května 1923 New York – 1. října 2004 San Antonio) byl americký fotograf, jenž získal velké úspěchy ve fotografii módy, portrétní a umělecké fotografii.

## Život a dílo
Narodil se v New York City v ruské židovské rodině. Vystudoval Univerzitu Columbia a roku 1942 začal fotografovat podobenky členů posádky pro firmu Merchant Marines svou kamerou Rolleiflex. Fotoaparát mu daroval jeho otec. O dva roky ho objevil Alexey Brodovitch, ředitel časopisu Harper's Bazaar. Od roku 1946 fotografoval pro časopisy Vogue a Life. Podílel se také na fotografování známého kalendáře Pirelli.
Vždy se snažil v portrétu zachytit nejenom samotnou osobnost, ale také duši fotografované osoby. Snímky pořizoval ve svém studiu na velký formát 8 × 10". Pro jeho portréty byl typický minimalistický styl, kdy osobnost hledí přímo do kamery, je zobrazená zepředu a je umístěna na čistém bílém pozadí. Z kontaktních kopií dělal velké zvětšeniny, které měly na výšku přibližně 90 cm. Velkoformátové portréty pracujících ze západu USA, jako například kovbojů, horníků, razičů, pracovníků olejářských firem a dalších, se staly nejprodávanější knihou s názvem In the American West (Na americkém západě). Proslul i nelítostnými postupy, které používal při inscenování. Např. dvěma milovníkům zvířat, vévodovi a vévodkyni z Windsoru oznámil, že cestou k nim na focení přejel psa – a v ten okamžik zachytil jejich vyděšenou reakci na film. Velké diskuse vyvolala jeho série fotografií zachycující proměny jeho otce umírajícího na rakovinu. Lidé se ptali, zda z nich čiší odpudivý charakter smrti, nebo naopak vyzařují hodnotnou výpovědí o životě v jiném světle, který může potkat každého z nás.
Je řazen k takzvané Newyorské škole fotografie, která s oblibou od 30. do 70. let dvacátého století využívala různé druhy neostrosti. Nebyla to instituce v pravém slova smyslu, ale šestnáct autorů (narozených od 1898–1934) žijících a tvořících v New York City. Jednalo se o fotografy, jejichž jména jsou dnes již legendami: Diane Arbusová, Alexey Brodovitch, Ted Croner, Bruce Davidson, Don Donaghy, Louis Faurer, Robert Frank, Sid Grossmann, William Klein, Saul Liter, Leon Levinstein, Helen Levitt, Lisette Model, David Vestal a Weegee. Jako Avedonův asistent pracoval Frederick Eberstadt.
Zemřel 1. října 2004 na krvácení do mozku v San Antoniu v Texasu při natáčení pro The New Yorker. Pracoval v té době na novém projektu s názvem On Democracy, který byl zaměřen na americké prezidentské volby 2004.

## Nejznámější fotografie

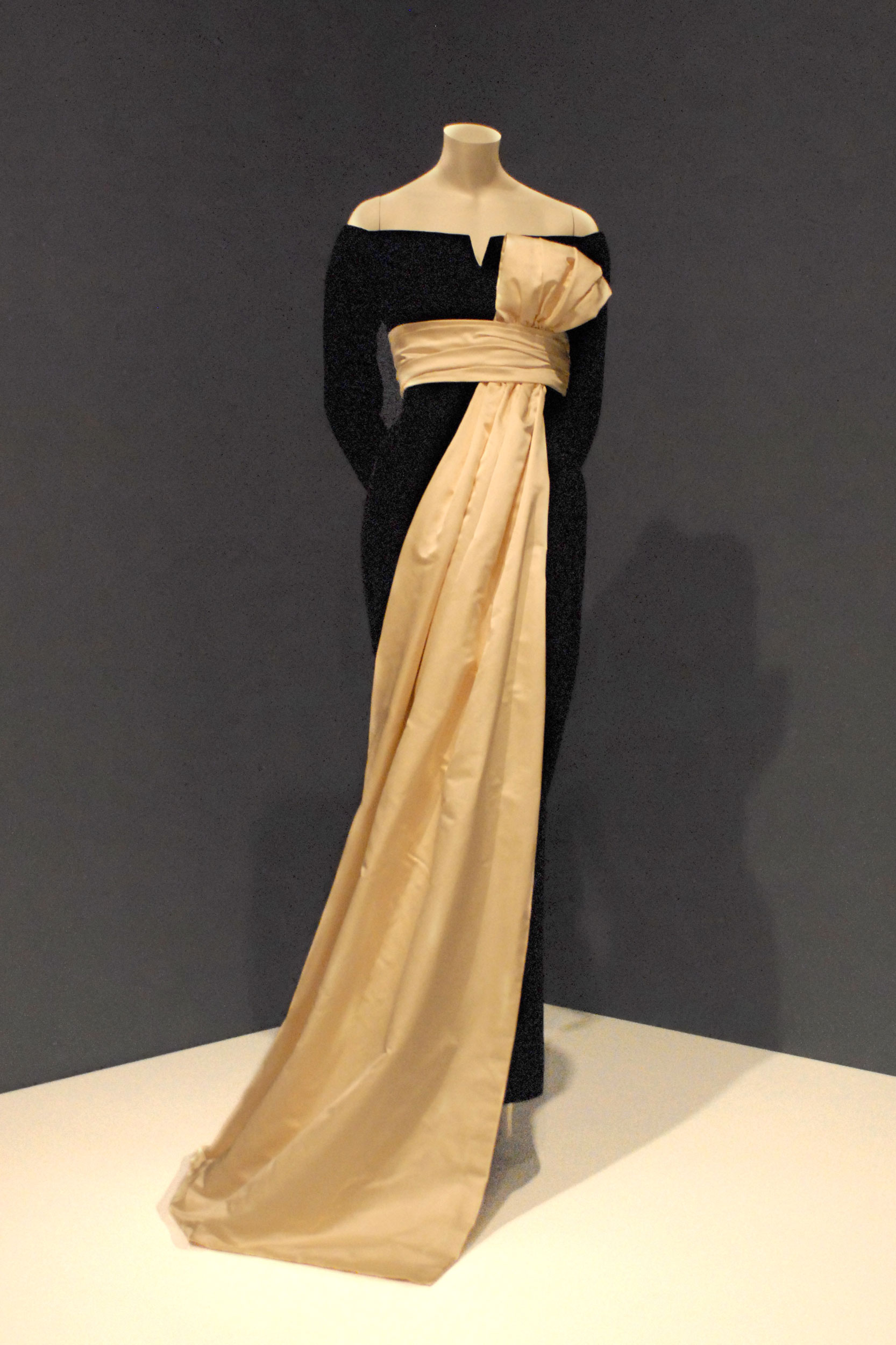
Šaty supermodelky Dovimy z famózní fotografie Richarda Avedona Dovima se slony, 1955

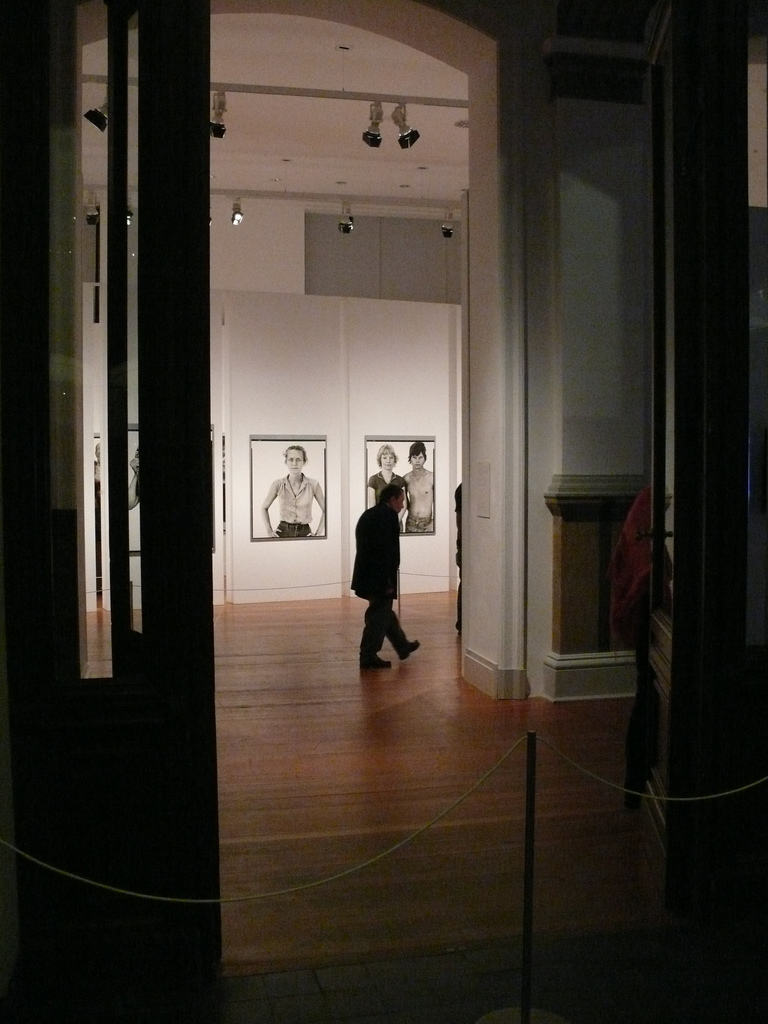
Výstava Richarda Avedona v Berlíně, 2008–9

- Marella Agnelli, Italská lvice salónů, 1953
- Dovima se slony, 1955
- Marilyn Monroe, herečka, 1957
- Homage to Monkacsi, Carmen, oblečená firmou Cardin, Paříž 1957
- Dwight David Eisenhower, Prezident USA, 1964
- Beatles, 1967 portrét provedený avantgardní barevnou technikou, který ohromil koncem šedesátých let fotografický svět.
- Andy Warhol a členové Factory, New York 1969
- Sly Stone (obal Fresh Album), 1973
- Ronald Fischer, včelař, 1981
- Nastassja Kinski a had, 1981
- Pile of beautiful people, kampaň Versace 1982.

| „                | „Jsem a navždy budu poznamenaný darem, který měla Audrey Hepburnová ve vínku, když stála před fotoaparátem. Nedokázal jsem ji nějak interpretovat, nedalo se jít za to, co byla. Ochromovala mě.“ | “ |
| — Richard Avedon | |   |

## Knihy
- Observations, 1959.
- Nothing Personal, 1964.
- Alice in Wonderland, 1973, spoluautorství s Doon Arbusem.
- Portraits, 1976
- Portraits 1947–1977, 1978
- In the American West, 1985
- An Autobiography, 1993.
- Evidence, 1994. Více než 600 fotografií Avedonových portrétů, módy, novinářských fotografií, sketčů, náhledů a kontaktních kopií.
- The Sixties, 1999,
- Made in France, 2001. Retrospectiva
- Richard Avedon Portraits' 2002.
- Woman in the Mirror. 2005, s esejí od Anny Hollander.
- Performance. 2008, s esejí Johna Lahra.
- Portraits of Power. 2008,

## Zastoupení ve sbírkách
- Art Institute of Chicago, Chicago, Illinois, USA[7]

## Richard Avedon v jiných oborech
- V epizodě Záletník Apu TV seriálu Simpsonovi (řada 13, díl 19)
- Film Capote
- Film The Royal Tenenbaums
- Na Avedona vzpomíná píseň Gardenia od kapely Stephen Malkmuse and The Jicks.